# 오다카 도모오
오다카 도모오(일본어: 尾高 朝雄、1899년 1월 28일~1956년 5월 15일)는 일본의 법철학자이다. 일본학사원 회원이자, 제3기 일본학술회의 부회장이었다.

## 경력
한학자이자 은행가였던 오다카 지로(尾高次郎)의 삼남으로 태어났다. 대한제국 부산시에서 태어났다. 1916년에 도쿄고등사범학교 부속중학교(현 치쿠마대학 부속중학교・고등학교)를 졸업한 후, 제일고등학교, 도쿄제국대학 법학부를 졸업했다. 처음에는 외교관을 지망했으나, 부모의 반대로 단념하고, 교토제국대학 문학부에 진학하여, 문학부 졸업 후 대학원에서 철학을 연구했다. 교토제국대학에서는 니시다 기타로(西田幾多郎), 요네다 쇼타로(米田庄太郎)로부터 지도받았다.
1927년에는 형 오다카 호사쿠(尾高豊作)와 함께 도쿄사회과학연구소를 설립하여, 소장으로 오쓰카 긴노스케(大塚金之助)를, 상무이사로 다나베 스케토시(田辺寿利)를, 연구원으로 스기모토 에이이치(杉本栄一), 다카시마 젠야(高島善哉)를 초빙하기도 했다.
그 이후, 법철학 연구자로서 경성제국대학 법문학부 교수나 도쿄대학 법학부 교수를 역임했다. 경성제국대학 조교수였던 1928년 11월 13일부터 약 3년 반 동안, 정부의 장학금으로 구미에 유학하여 독일, 영국, 프랑스, 아메리카에 채류했다. 특히 빈에서는 한스 켈젠 아래서 국가학을, 프라이부르크에서는 에드문트 후설 아래서 현상학을 배웠다. 또한, 루트비히 폰 미제스가 열었던 세미나(연구회)에도 참가했다. 알프레트 슈츠 등과 교류를 갖기도 했다.
당시에도 호즈미 시게토오(穂積重遠), 마키노 에이이치(牧野英一), 다나카 고타로(田中耕太郎) 등 법철학(법리학)에 정통한 연구자가 있었으나, 모두 실정법 연구자이자 법학부 출신자로 법철학을 전공한 이는 극히 드물었다. 이러한 이유로 오다카는 일본 최초의 본격적인 법철학 전공자라고 불린다.
많은 일본인을 지도한 한스 켈젠과의 친교는 특히 두터웠고, 켈젠은 오다카를 가장 높이 평가했다. 오다카는 켈젠이 나치에 의해 독일로부터 쫒겨났을 때, 동료이자 켈젠에게서 배운 헌법학자 기요미야 시로(清宮四郎)와 함께 경성제국대학에 초빙하고자 운동을 벌였으나, 성공하지 못했다.
1947년에 『국민주의와 천황제(国民主権と天皇制)』에 게재된 논문, 「국민주의와 천황제(国民主権と天皇制)」에서 노모스 주권론을 제창하고, 미야자와 도시요시(宮澤俊義)와 논쟁하였으나(오다카・미야자와 논쟁), 노모스 주권론은 헌법해석의 영역에서 지지를 얻지 못했다.
1952년에는 파리에서 개최된 제7차 유네스코 총회에 일본정부 대표로 참석했다.
1956년에 치아 치료 중 페니실린 주사로 쇼크 증상을 일으켜 도립 고마고메 병원에 입원 후 사망했다. 오다카의 죽음이 계기가 되어 페니실린에 의한 약해는 페니실린 쇼크로 사회문제화되어, 약의 쇼크사가 인식되게 되었다. 일본의 약해 문제 최초기의 것으로도 유명하다.

## 연보
- 1919년 - 구제 제일고등학교 일부 갑류 졸업. 같은 해 도쿄제국대학 입학
- 1923년 - 도쿄제국대학 법학부 졸업. 같은 해 교토제국대학 입학
- 1926년 - 교토제국대학 문학부 졸업. 같은 해 대학원에 진학
- 1928년 - 교토제국대학 대학원을 퇴학하고, 경성제국대학 법문학부 조교수로 취임
- 1930년 - 경성제국대학 법문학부 교수
- 1944년 - 도쿄제국대학 법학부 교수
- 1956년 - 서거